# 不可能的任務：全面瓦解
《不可能的任務：全面瓦解》（英語：Mission: Impossible – Fallout）是一部2018年美國諜報動作片，由克里斯多福·麥奎里執導和編劇，並與J·J·亞柏拉罕、布萊恩·柏克、湯姆·克魯斯、大衛·艾里森、達娜·高伯格和唐·格蘭傑共同擔任監製。電影改編自布魯斯·蓋勒創作的電視劇《虎膽妙算》，同時也是2015年電影《不可能的任務：失控國度》的續集以及「不可能的任務電影系列」的第六部作品。劇情講述伊森·韓特和不可能任務情報局（IMF）團隊以及一些熟悉的盟友在一次交易任務出錯後與時間賽跑，阻止鈽元素落入恐怖份子手中、引爆全球核子危機。
主演包括克魯斯、文·雷姆斯、賽門·佩吉、蕾貝卡·弗格森、西恩·哈里斯、蜜雪兒·摩納漢以及亞歷·鮑德溫，並新加入了亨利·卡維爾、安琪拉·貝瑟與凡妮莎·寇比。該片2018年7月27日在美國上映，口碑優異且票房賣座。續集《不可能的任務：致命清算 第一章》2023年7月17日在美國上映。

## 劇情
恐怖組織「辛迪加」（The Syndicate）首腦所羅門·連恩被捕已過兩年，組織未落網的餘黨如今重組為雇傭型恐怖團體「使徒」（The Apostles），當時與一名不明身份的極端份子約翰·拉克相勾結。伊森·韓特受令前往德國柏林攔截三枚被外國黑手黨從俄羅斯盜走的鈽核心，以防止使徒先得到後賣給拉克來完成一種便攜式核裝置。伊森和班吉·鄧恩與黑手黨交易期間，在車中監視的路德·史提寇不慎被使徒抓為人質，迫使伊森出去營救他，卻也導致三枚鈽核心全部被使徒搶走。任務失手的伊森開始全力補救局勢，首先抓獲拉克的核裝置製造者尼斯·德布魯克，獲取到核裝置設計圖以及他和拉克的聯繫方式。
中央情報局局長埃莉卡·史隆不滿伊森動用私情而錯失良機，指示一名特別活動科刺客奧古斯特·沃克參與伊森的任務，以達到監視作用。兩人透過高空軍事跳傘潛入巴黎大皇宮派對現場，準備攔截拉克與持有其中一枚鈽核心的慈善家兼軍火商「白寡婦」的交易。伊森和沃克在廁所中試圖擒拿一名疑似是拉克的男子，但男子卻以高超身手同時擊退他們兩人，直到伊爾莎·佛斯特現身槍殺該男子以挽救伊森一命。由於該男子容貌已毀，伊森不得不以本人冒充拉克的形式會見白寡婦，同時注意到會場中有幾位準備刺殺白寡婦的刺客。伊森跟白寡婦相識，兩人共同突圍後一起離場，白寡婦因此對伊森冒充拉克感到信以為真。然而隔天，沃克秘密會見史隆，表示自己懷疑伊森其實是拉克本尊，僅利用派對上身亡的男子當作替身，隨後將他事先偽造的證物手機交給史隆。
白寡婦以中間代理人身份向伊森拋出橄欖枝，表示使徒交出剩餘兩枚鈽核心的條件是救出所羅門·連恩，其隔天會抵達巴黎受審。白寡婦提供由她哥哥索拉率領的武裝份子，希望伊森參與行動來幫她劫囚車隊伍擒獲連恩，伊森只能答應參與而取回第一枚鈽核心。隔天，伊森為了不傷及法國警察性命，襲擊車隊時故意將連恩所在的囚車撞入河裡，並由班吉和路德將連恩帶至別處。伊森和沃克在逃脫警方以及白寡婦手下的追捕時，伊爾莎卻出現試圖狙殺連恩，藉以幫軍情六處清除後患來證明忠誠、換取赦免。但撤離行動最終成功，白寡婦決定“既往不咎”，指示伊森帶著連恩前往倫敦重新交易。當眾人抵達倫敦安全屋時，IMF部長艾倫·杭利手持沃克的證據打算中止任務，揭示白寡婦實跟中情局合作以外，並且一致懷疑伊森就是拉克，伊森被迫用鎮靜劑將杭利麻醉後繼續任務。
沃克獨自留守安全屋時偷偷與連恩對峙，互相表露彼此的長期合作關係，同時奉勸連恩要以大局為重、而不是執迷於報復伊森。但沃克突然發現自己面前的連恩實由班吉所易容，因而在躲在暗處偷聽的杭利與伊森一行人面前暴露自己就是拉克本尊。然而史隆即使得知真相，但她有意派中情局隊伍下去抓捕在場所有人。由於派來的隊伍當中同樣有使徒的眼線而引發現場交火，沃克趁亂刺死杭利後轉身逃跑。伊森最終沒能阻止沃克和連恩逃跑，而沃克甚至拿出一張伊森的前妻茱莉亞·米德的照片，威脅伊森若是追查不放則會殺死茱莉亞。連恩身上的發信器動向顯示，兩者即將抵達克什米爾的醫療營。一行人推測連恩即將用兩部核裝置摧毀錫亞琴冰川，以此污染巴基斯坦、印度和中國的水源，造成危害全球三分之一人口的饑荒，使世界陷入無政府狀態，隨之建立連恩和沃克所期盼的新秩序。
伊森一行人到達營地卻撞見在此進行人道醫療援助的茱莉亞與她的現任丈夫，得知她們夫婦是被身為匿名贊助者的沃克有意分配過來，心理壓力頓時加大。這時，連恩設置兩部核裝置限時十五分鐘後引爆，並自願留下來赴死，指示沃克手持引爆器搭乘直升機撤離。伊森被班吉事先告知解除核裝置的關鍵在於引爆器後，奮不顧身爬上另一架直升機緊跟沃克身後。路德受茱莉亞的自願協助設法拆解其中一部裝置，但發現最後一根保險絲在引爆器還未拔除起爆鑰匙的情況下不能剪斷。班吉和伊爾莎分別跑入連恩與另一部裝置所在的木屋，聯手將連恩制伏後，共同拆解裝置至最後一步。伊森冒險衝撞沃克的直升機，導致兩人雙雙迫降在懸崖邊展開生死決鬥。伊森奮力扯下倒掛直升機的貨運吊鉤擊殺沃克而使其墜崖，並在最後一秒拔除鑰匙，使另一邊的兩部裝置均被順利解除。
危機化解後，兩枚鈽核心被安全回收，史隆經由白寡婦動用關係而將連恩交予軍情六處處置，這也讓伊爾莎被赦免且恢復自由之身。伊森被及時送回營地救治後清醒，茱莉亞私下對伊森最後表示感謝，稱伊森給過她最完美的生活。伊爾莎、班吉和路德也過來看望伊森，眾人一起慶祝任務達成。

## 演員
| 演員                              | 角色                                                      | 備註 |
| 湯姆·克魯斯 Tom Cruise            | 伊森·韓特 Ethan Hunt                                      | 不可能任務情報局的資深特務，文武雙全、身手敏捷，兩年前摧毀辛迪加組織後，持續追查組織餘黨組成的「使徒」。但任務期間卻為了拯救路德而使任務失敗，被迫與小組接受中情局監視去找回核武原料。 |
| 亨利·卡維爾 Henry Cavill          | 奧古斯特·沃克 August Walker                               | 中央情報局特別行動科主要探員兼刺客，受令加入伊森的任務行列進行監視，一旦伊森違背命令時受令抹殺伊森與他的團隊且完成任務。                                                               |
| 蕾貝卡·弗格森 Rebecca Ferguson    | 伊爾莎·佛斯特 Ilsa Faust                                  | 前軍情六處女特務，伊森的盟友，曾長時間臥底於辛迪加組織，原本被伊森解救，但如今受軍情六處命令，必須殺死連恩來換取免除一切責任的赦令。                                                   |
| 賽門·佩吉 Simon Pegg              | 班吉·鄧恩 Benji Dunn                                      | 原是情報局技術員，隨後考上外勤特務，成為伊森最好的夥伴之一。執行任務時常會迷糊，但在易容冒充方面是數一數二的高手。                                                                     |
| 文·雷姆斯 Ving Rhames             | 路德·史提寇 Luther Stickell                               | 情報局成員兼駭客，伊森的最好摯友，跟隨他執行任務最久，是伊森無論如何都不會放棄拯救的人。                                                                                               |
| 西恩·哈里斯 Sean Harris           | 所羅門·連恩 Solomon Lane                                  | 辛迪加的領袖，從英國特務變成無政府恐怖分子，兩年前被伊森逮捕後就輾轉於各個國家進行審問，成為黑白兩道追擊的目標。                                                                       |
| 凡妮莎·寇比 Vanessa Kirby         | 艾蘭娜·米索波里斯／白寡婦 Alanna Mitsopolis / White Widow | 知名慈善家兼黑市軍火商，深藏不露的神秘女性，一向為黑白兩道提供資源來換取赦免和自己所需。她是伊森早年對付過的敵人麥絲之女兒。                                                           |
| 安琪拉·貝瑟 Angela Bassett        | 艾莉卡·史隆 Erica Sloane                                  | 取代杭利的中情局新任局長，沃克的上司，對伊森因私情導致任務失敗的情況不滿，因此派出沃克監視伊森與其團隊。                                                                               |
| 蜜雪兒·摩納漢 Michelle Monaghan   | 茱莉亞·米德 Julia Meade                                   | 伊森的前妻，當初假造死亡後被伊森隱藏起來。隨後成為無國界醫生組織的成員，同時也另嫁他人，一直到如今受連恩安排之下和伊森再次無奈相遇。                                                   |
| 亞歷·鮑德溫 Alec Baldwin          | 艾倫·杭利 Alan Hunley                                     | 前中情局主管，曾瞧不起情報局的所作所為，但經過辛迪加事件後，成為情報局新任部長，跟伊森建立起信任關係。                                                                                 |
| 魏斯·班特利 Wes Bentley           | 艾瑞克 Erik                                               | 茱莉亞的新丈夫，同是一位醫生，受茱莉亞的感召也投身於志願工作中。 |
| 佛德瑞克·施密特 Frederick Schmidt | 索拉·米索波里斯 Zola Mitsopolis                           | 白寡婦的兄弟，也是她最主要的犯罪執行者。 |
| 克里斯多夫·喬納 Kristoffer Joner  | 尼斯·德布魯克 Nils Delbruuk                               | 挪威核武器專家，因為反宗教而導致安全許可遭撤銷，設計出三個便攜式核武器。 |

導演克里斯多福·麥奎里聲演伊森在電影開始時的任務簡報，而電影武術指導楊亮在片中扮演假約翰·拉克，頂替其身份在巴黎去跟白寡婦見面，在廁所跟伊森和沃克徒手交戰。法國女演員艾莉克絲·貝納澤什在片中飾演被伊森解救的法國交警。真實的CNN新聞記者沃爾夫·布里澤在片頭客串他自己，由班吉頂替身份播報假的恐怖襲擊。

## 製作

### 拍攝
劇組定於4月10日在巴黎開始進行拍攝。其他地點包括倫敦、印度和紐西蘭。2017年4月8日，克里斯多福·麥奎里宣布，拍攝正式於此日開始。電影主要使用35mm拍攝，部分場景使用數位IMAX攝影機拍攝。2017年7月，劇組移至紐西蘭拍攝。9月20日至28日期間，挪威的布道台因拍攝工作而暫時關閉；僅劇組人員和演員才允許在山附近連續滯留九天。他們也每天允許多達五十架直升機著陸。2017年8月，克魯斯的右腿在倫敦拍攝時受了傷。事故發生後，劇組的工作至少停止了九個星期，以等待克魯斯的的腳踝和其他地方的傷康復；派拉蒙在事後發表聲明，電影的上映日仍維持在2018年7月。

## 發行
《不可能的任務：全面瓦解》被派拉蒙影業排於2018年7月27日在美國上映。该片是该系列唯一发行了3D格式的影片。電影上映後，《詹姆斯柯登深夜秀》主持詹姆斯·柯登表示片中跳傘一幕屬小兒科，引來克魯斯親自帶他跳一次。

### 評價
《不可能的任務：全面瓦解》獲得了普遍正面的評價。爛番茄根據443條評論，持有98%的新鮮度，平均得分8.4／10。在Metacritic上，電影獲得了87分。據CinemaScore調查，觀眾的迴響在A+至F間落於「A」。
视与听的尼克·平克顿写道：「作为过去25年来最具影响力的系列电影的有力竞争者，《碟中谍》系列电影也提供了一个关于演员作为『电影作者（auteur）』的案例，汤姆·克鲁斯在《碟中谍6：全面瓦解》中继续将自己展现为银幕上无畏的不朽形象。」

### 票房
北美方面，《不可能的任務：全面瓦解》與《電影少年悍將GO！》同天上映並競爭，分析師預估前者在首映週末將獲得4800至6500萬美元的票房，有些媒體還高估至7500萬美元。該片於4386間戲院上映，成為系列之最及史上第七高的放映廳數。該片於週四晚間取得了600萬美元（包括來自IMAX放映廳的100萬美元），為系列最高，也對比《不可能的任務：失控國度》的400萬美元而成長了66%。該片於首週末開出6120萬美元的票房，為該系列最佳，以及克魯斯職業生涯中的第二高的成績，截至9/30止北美票房已突破2.2億美金，成為該系列票房冠軍。。
該片在第一天於海外市場上賺了1500萬美元，其中包括韓國的280萬美元。《不可能的任務：全面瓦解》於首週的全球票房為1.535億美元，其中海外佔了9200萬美元。其最大的市場為韓國（2460萬美元）、英國（900萬美元）和印度（700萬美元）。
台灣方面，首日票房為新台幣2468萬元；首週五天票房為新台幣1.64億元；次週票房累計至新台幣3.04億元；第三週票房累計至新台幣3.68億元；第四週票房累計至新台幣4.05億元；最終全台票房為新台幣4.47億元。
中国大陆方面，电影上映首周三天票房达到5.31亿人民币，成为当周票房冠军；截至9月30日為止，票房已突破12.4億人民幣，為該系列在中國大陸票房之最。
| 上一届： 《私刑教育2》         | 2018年美國週末票房冠軍 第30-31週     | 下一届： 《巨齒鯊》             |
| 上一届： 《摩天大樓》          | 2018年台北週末票房冠軍 第30-31週     | 下一届： 《與神同行：最終審判》 |
| 上一届： 《超人特工隊2》       | 2018年香港週末票房冠軍 第30-31週     | 下一届： 《與神同行：最終審判》 |
| 上一届： 《蚁人2：黄蜂女现身》 | 2018年中國大陸一周票房冠軍 第35-36週 | 下一届： 《反贪风暴3》          |

## 續集
2019年1月14日，克魯斯宣佈《不可能的任務7》和《不可能的任務8》將採用背靠背方式拍攝。兩片同由麥奎里編劇和執導，並定於2021年7月23日及2022年8月5日在美國上映。2020年4月，受2019冠狀病毒病疫情影響，第7集和第8集分別延期至2021年11月19日和2022年11月4日在美國上映。2021年2月，《Deadline Hollywood》報導第7集和第8集將不再採用背靠背方式拍攝。2021年4月，第7集和第8集再度分別延期至2022年5月27日和2023年7月7日在美國上映。2021年9月，第7集三度延期至2022年9月30日在美國上映。2022年1月，第7集和第8集再度分別延期至2023年7月14日和2024年6月28日在美國上映。

## 外部連結
- 互联网电影数据库（IMDb）上《不可能的任務：全面瓦解》的资料（英文）
- AllMovie上《不可能的任務：全面瓦解》的资料（英文）
- 爛番茄上《不可能的任務：全面瓦解》的資料（英文）
- Metacritic上《不可能的任務：全面瓦解》的資料（英文）
- Box Office Mojo上《不可能的任務：全面瓦解》的資料（英文）
- 開眼電影網上《不可能的任務：全面瓦解》的資料（繁體中文）
- 豆瓣电影上《不可能的任務：全面瓦解》的資料 （简体中文）
- 时光网上《不可能的任務：全面瓦解》的資料（简体中文）